# Бакланов Олег Дмитрович
Олег Дмитрович Бакланов (17 березня 1932, Харків, Українська РСР — 28 липня 2021, Москва, Росія) — радянський промисловець, Герой Соціалістичної Праці, кандидат технічних наук, голова Товариства дружби і співробітництва народів України і Росії, почесний член, член президії Російської академії космонавтики імені К. Е. Ціолковського, академік Міжнародної академії інформаційних технологій, Академії проблем безпеки, оборони і правопорядку. Депутат Верховної Ради СРСР 11-го скликання. Народний депутат СРСР (у 1989—1991 роках). Член ЦК КПРС у 1986—1991 роках. Секретар ЦК КПРС. Почесний громадянин Харківської області.

## Життєпис
Народився в родині робітника. Закінчив семирічну школу. У 1948—1950 роках навчався в Харківському ремісничому училищі зв'язку.
З 1950 по 1958 рік працював монтажником, настроювачем, майстром, начальник дільниці Харківського приладобудівного заводу. Член КПРС з 1953 року.
У 1958 році закінчив радіотехнічний факультет Всесоюзного заочного енергетичного інституту.
У 1958—1963 роках — заступник начальника і начальник цеху, заступник головного інженера, у 1963—1972 роках — головний інженер Харківського приладобудівного заводу.
У 1972—1975 роках — директор Харківського приладобудівного заводу. У 1975—1976 роках — генеральний директор виробничого об'єднання «Моноліт» Міністерства загального машинобудування СРСР, до складу якого увійшли: Харківський приладобудівний завод імені Т. Г. Шевченка (головне підприємство), Особливе конструкторське бюро, завод «Електроприлад» і БМУ-31.
У 1976 році призначений заступником міністра загального машинобудування СРСР, з 1981 року — першим заступником міністра загального машинобудування СРСР.
З квітня 1983 по березень 1988 року — міністр загального машинобудування СРСР.
У лютому 1988 — квітні 1991 року — секретар ЦК КПРС з оборонних питань. У березні — серпні 1991 року працював заступником голови Ради оборони при Президентові СРСР.
У серпні 1991 року увійшов до складу Державного комітету з надзвичайного стану (ДКНС). Після провалу ДКНС був заарештований. У грудні 1991 року звільнений з ув'язнення, до лютого 1994 року перебував під слідством. Потім був амністований.
Обіймав посаду голови Ради директорів корпорації ВАТ «Росзагалмаш». Мешкав у Москві.
Автор низки публікацій, у тому числі з проблем надійності функціонування ракетно-космічних комплексів, резонансних і поляризаційних властивостей ферроелектричних плівок та ін.

## Нагороди і почесні звання
Указом Президії Верховної Ради СРСР від 12 серпня 1976 року за видатні досягнення в галузі створення спеціальної техніки, Бакланову Олегу Дмитровичу присвоєне звання Героя Соціалістичної Праці з врученням ордена Леніна і медалі «Серп і Молот».
Також нагороджений орденами Жовтневої Революції, двома Трудового Червоного Прапора, «Знак Пошани», медалями, іншими відзнаками.
Лауреат Ленінської премії (1982).
15.09.2010 р. рішенням сесії Харківської облради присвоєно звання «Почесний громадянин Харківської області» (2010) — «за вагомий внесок у розвиток Харківської області, піднесення її авторитету як на державному, так і на міжнародному рівнях та на знак великої поваги».